# Аргуновское сельское поселение (Вологодская область)
Аргу́новское сельское поселение — муниципальное образование Никольского района Вологодской области. Административным центром является деревня Аргуново.
Население по данным переписи 2010 года — 1183 человека, оценка на 1 января 2012 года — 1120 человек.

## География
Расположено на севере района. Граничит:
- на западе с Зеленцовским сельским поселением,
- на юге с Вахневским сельским поселением,
- на юго-востоке с Кичменгским сельским поселением Кичменгско-Городецкого района,
- на северо-востоке с Городецким сельским поселением Кичменгско-Городецкого района.

## История
Деревни Аргуновского сельского поселения до 1920-х годов входили в состав Никольского уезда Вологодской губернии. Большинство этих деревень объединяла Аргуновская волость. 5 июня 1924 года был образован Аргуновский сельсовет.
В 1999 году был утверждён список населённых пунктов Вологодской области. Согласно этому списку в Аргуновский сельсовет входили 22 населённых пункта.
В 2000 году были упразднены деревни Кресты, Ленино, Скородумово.
1 января 2006 года в соответствии с Федеральным законом № 131 «Об общих принципах организации местного самоуправления в Российской Федерации» образовано Аргуновское сельское поселение, в состав которого вошёл Аргуновский сельсовет.

## Состав
В состав Аргуновского сельского поселения входят 19 деревень:
| Населённый пункт       | ОКАТО          | Рег. номер | Расстояние до районного центра, км | Расстояние до центра поселения, км | Индекс | Координаты                      |
| ---------------------- | -------------- | ---------- | ---------------------------------- | ---------------------------------- | ------ | ------------------------------- |
| деревня Аргуново       | 19 234 804 001 | 4868       | 44                                 | -                                  | 161465 | 59°51′29″ с. ш. 45°06′27″ в. д. |
| деревня Дьячково       | 19 234 804 002 | 4869       | 42                                 | 2                                  | 161465 | 59°51′01″ с. ш. 45°07′30″ в. д. |
| деревня Ильинское      | 19 234 804 003 | 4870       | 47                                 | 3                                  | 161465 | 59°50′00″ с. ш. 45°05′39″ в. д. |
| деревня Корепино       | 19 234 804 004 | 4871       | 57                                 | 15                                 | 161465 | 59°53′15″ с. ш. 45°17′55″ в. д. |
| деревня Красная Звезда | 19 234 804 005 | 4872       | 49                                 | 5                                  | 161465 | 59°51′05″ с. ш. 45°02′29″ в. д. |
| деревня Леунино        | 19 234 804 008 | 4875       | 45                                 | 4                                  | 161465 | 59°51′02″ с. ш. 45°10′08″ в. д. |
| деревня Мичково        | 19 234 804 009 | 4876       | 44                                 | -                                  | 161465 | 59°51′04″ с. ш. 45°05′59″ в. д. |
| деревня Никольское     | 19 234 804 010 | 4877       | 44                                 | 3                                  | 161465 | 59°51′05″ с. ш. 45°09′14″ в. д. |
| деревня Павлово        | 19 234 804 011 | 4878       | 46                                 | 2                                  | 161465 | 59°50′27″ с. ш. 45°04′15″ в. д. |
| деревня Пичуг          | 19 234 804 012 | 4879       | 57                                 | 15                                 | 161465 | 59°53′01″ с. ш. 45°18′50″ в. д. |
| деревня Россохино      | 19 234 804 013 | 4880       | 53                                 | 9                                  | 161465 | 59°49′42″ с. ш. 44°58′35″ в. д. |
| деревня Семенка        | 19 234 804 014 | 4881       | 44                                 | -                                  | 161465 | 59°51′15″ с. ш. 45°06′01″ в. д. |
| деревня Скоморошье     | 19 234 804 016 | 4882       | 46                                 | 5                                  | 161465 | 59°51′51″ с. ш. 45°10′06″ в. д. |
| деревня Софроново      | 19 234 804 017 | 4884       | 43                                 | 1                                  | 161465 | 59°51′11″ с. ш. 45°07′34″ в. д. |
| деревня Суборная       | 19 234 804 018 | 4885       | 49                                 | 5                                  | 161465 | 59°51′03″ с. ш. 45°01′05″ в. д. |
| деревня Телянино       | 19 234 804 019 | 4886       | 47                                 | 3                                  | 161465 | 59°50′57″ с. ш. 45°03′39″ в. д. |
| деревня Холшевиково    | 19 234 804 020 | 4887       | 38                                 | 6                                  | 161465 | 59°49′08″ с. ш. 45°08′06″ в. д. |
| деревня Черная         | 19 234 804 021 | 4889       | 54                                 | 12                                 | 161465 | 59°51′16″ с. ш. 45°19′12″ в. д. |
| деревня Чернцово       | 19 234 804 022 | 4888       | 47                                 | 3                                  | 161465 | 59°52′20″ с. ш. 45°03′41″ в. д. |

Населённые пункты, упразднённые 1.02.2000:
| Населённый пункт    | ОКАТО          | Рег. номер | Расстояние до районного центра, км | Расстояние до центра поселения, км |
| ------------------- | -------------- | ---------- | ---------------------------------- | ---------------------------------- |
| деревня Кресты      | 19 234 804 006 | 4873       | 49                                 | 5                                  |
| деревня Ленино      | 19 234 804 007 | 4874       | 47                                 | 3                                  |
| деревня Скородумово | 19 234 804 015 | 4883       | 51                                 | 7                                  |

Населённые пункты, упразднённые до 2000 года: Алексеево, Набережная, Семеново.

## Общая информация
Представительным органом сельского поселения является совет из 10 депутатов. Непосредственное руководство поселением осуществляет его глава.
Среднее образование жители сельского поселения получают в Аргуновской средней образовательной школе, лечение проходят в больнице в деревне Семёнка, кладбище расположено в деревне Чернцово. Запись актов гражданского состояния осуществляется непосредственно в районном центре — городе Никольске. Аргуновское сельское поселение относится к участку № 17 Никольского РОВД.
Доступны услуги сотового оператора «МегаФон». Среди телевизионных каналов присутствуют «Первый канал» и «Россия».
Главным праздником Аргуновского сельского поселения является Тихвинская (праздник «Чудесное явление Тихвинской Божьей матери»), которая отмечается ежегодно 9 июля.

## Транспортное сообщение
Через сельское поселение проходят следующие автобусные маршруты:
- Вологда — Никольск (время в пути ~8 часов)
- Череповец — Никольск (~10 часов)
- Никольск — Зеленцово

Кроме того от Вологды до Никольска через Аргуновское сельское поселение курсируют маршрутки («Гарант», «Экспресс», «Никольчанка»).
Среднее время поездки на легковом автомобиле от Аргуново до Москвы составляет порядка 13 часов, до Санкт-Петербурга — около 16 часов.
В деревне Чернцово имеется грунтовый аэродром: в советское время на самолётах Ан-2 осуществлялось прямое сообщение с Вологдой (~2 часа полёта), Никольском (~15 мин, далее на Як-40 до Вологды и др.городов), Кич-Городком, Шарьёй, Великим Устюгом. Перелёты пользовались высоким спросом ввиду плохого состояния дорог района, в непогоду превращавшихся в непроходимые даже для грузовиков «Урал». После реконструкции трассы Вологда — Никольск авиаперевозки стали невыгодны.

## Достопримечательности
- Храм Михаила Архангела (Аргуново)
- Храм святого Георгия Победоносца (Аргуново)
- Красная школа (Аргуново)
- Часовня Иконы Тихвинской Божьей матери (Чернцово)